# Списак томова серије Челични алхемичар
Мангу Челични алхемичар написала је и илустровала Хирому Аракава. Серијализовала се од 2001. до 2010. године у Square Enix−овој манга ревији Monthly Shōnen Gangan, са укупно 108 поглавља подељених у 27 танкобона.
У Србији, издавачка кућа Чаробна књига је превела мангу на српски језик.

## Списак томова
| - 001. „Два алхемичара” (二人の錬金術師 ) - 002. „Цена живота” (命の代価 ) - 003. „Рударски град” (炭鉱の街 ) - 004. „Борба у возу” (車上の戦い ) |

| - 005. „Алхемичарева патња” (錬金術師の苦悩 ) - 006. „Десна рука уништења” (破壊の右手 ) - 007. „Након кише” (雨の後 ) - 008. „Пут наде” (希望の道 ) |

| - 009. „Дом у којем породица чека” (家族の待つ家 ) - 010. „Камен мудрости” (賢者の石 ) - 011. „Два чувара” (二人の守護者 ) - 012. „Дефиниција човека” (「人間」の定義 「Ningen」 no Teigi) - Додатна прича: „Војни фестивал” (軍部祭り ) |

| - 013. „Челично тело” (鋼のからだ ) - 014. „Осећања детета јединца” (ひとりっ子の気持ち ) - 015. „Челична душа” (鋼のこころ ) - 016. „Свачије одредиште” (それぞれの行く先 ) - Додатна прича: „Војно псето?” (軍の犬? ?) |

| - 017. „Долина сломљених” (にわか景気の谷 ) - 018. „Вредност искрености” (誠意の価値 ) - 019. „Уместо вас” (あんた達のかわりに ) - 020. „Учитељев терор” (師匠の恐怖 ) - 021. „Само њихова тајна” (二人だけの秘密 ) |

| - 022. „Човек под маском” (仮面の男 ) - 023. „Покуцати на врата раја” (叩け 天国の扉 : ) - 024. „Челични алхемичар” (鋼の錬金術師 ) - 025. „Разлика између учитеља и ученика” (師弟のけじめ ) |

| - 026. „Пред господаром” (主の元へ ) - 027. „Звери из Даблиса” (ダブリスの獣たち -) - 028. „Налет храбрости” (匹夫の勇 ) - 029. „Краљево око” (王の眼 ) - Додатна прича: „Бори се, потпоручниче” (戦う 少尉さ Tatakau, Shōi-san) |

| - 030. „Истина унутар оклопа” (鎧の中 真理の奧 : ) - 031. „Змија која гризе сопствени реп” (己の尾を噛む蛇 ) - 032. „Изасланик са истока” (東方の使者 ) - 033. „Окршај у долини Раш” (ラッシュバレーの攻防 ) - Додатно поглавље: „Пролог за PS2 игру Челични Алхемичар и Сломљени Анђео” (鋼の錬金術師 翔べない天使 prologue: ) |

| - 034. „Траговима ратног друга” (戦友の足跡 ) - 035. „Жртвено јагње” (生け贄の羊 ) - 036. „Алхемичар у невољи” (苦渋の錬金術師 ) - 037. „Тело криминалца” (咎人の肉体 ) |

| - 038. „Сигнал за напад” (反撃ののろし ) - 039. „Компликације у престоници” (錯綜のセントラル ) - 040. „Мудрац са запада” (西の賢者 ) - 041. „На длану охолих људи” (小さな人間の傲慢な掌 ) |

| - 042. „Отац поред гроба” (墓前の父 ) - 043. „Река од блата” (泥の河 ) - 044. „Гробница без имена” (名前の無い墓 ) - 045. „Опет Скар” (傷の男再び , ) |

| - 046. „Обрис леђа издалека” (遠くの背中 ) - 047. „Девојчица са бојишта” (戦場の少女 ) - 048. „Обећање оних који чекају” (待ち人の約束 ) - 049. „Чудовиште међу људима” (人中の化け物 ) |

| - 050. „У утроби звери” (腹の中 ) - 051. „Врата таме” (闇の扉 ) - 052. „Краљ јазбине разврата” (魔窟の王 ) - 053. „Путоказ душе” (魂の道標 ) |

| - 054. „Лудине муке” (愚者の足掻き ) - 055. „Похлепа двојице” (二人の強欲 ) - 056. „Лавови округлог стола” (円卓の獅子 ) - 057. „Ожиљци из Ишбале” (イシュヴァールの傷 ) |

| - 058. „Трагови уништења” (破滅の足音 ) - 059. „Неморални алхемичар” (背徳の錬金術師 ) - 060. „Одсуство бога” (神の不在 ) - 061. „Херој из Ишбале” (イシュヴァールの英雄 ) |

| - 062. „Изнад сна” (夢の先 ) - 063. „Обећање од 520 сенза” (520センズの約束 520 ) - 064. „Северни зид Бригза” (ブリッグズの北壁 ) - 065. „Гвоздени закон” (鉄の掟 ) |

| - 066. „Снежна краљица” (雪の女王 ) - 067. „Облик државе” (この国のかたち ) - 068. „Породични портрет” (家族の肖像 ) - 069. „Темељи Бригза” (ブリッグズの礎 ) |

| - 070. „Први хомункул” (始まりのホムンクルス ) - 071. „У канџама црвеног лотоса” (紅蓮の男 ) - 072. „Негативна ланчана реакција, позитиван потез” (負の連鎖 正の一石 , ) - 073. „Сањарење” (白昼の夢 ) |

| - 074. „Патуљак у боци” (フラスコの中の小人 ) - 075. „Последњи дан Ксеркса” (クセルクセス最期の日 ) - 076. „Облик човека, облик камена” (人の形 石の形 , ) - 077. „Обрнути трансмутацијски круг” (逆転の錬成陣 ) - 078. „Седам смртних грехова” (七つの罪 ) |

| - 079. „Ујед бубе” (蟻のひと噛み ) - 080. „Повратак блудног оца” (瞼の父 ) - 081. „Потпуни опоравак” (バリバリの全開 ) - 082. „Породица душе” (魂の家族 ) - 083. „Обећани дан” (約束の日 ) |

| - 084. „Прогонитељева сенка” (追跡者の影 ) - 085. „Празна кутија” (空の箱 ) - 086. „Изасланик таме” (闇の使者 ) - 087. „Заклетва из подземља” (地下道の誓い ) |

| - 088. „Љубав између родитеља и детета” (親子の情 ) - 089. „Повратак војника” (戦士の旗艦 ) - 090. „Војска бесмртника” (不死の軍団 ) - 091. „Поновно окупљање алхемичара” (賢者の再会 ) |

| - 092. „Заједничка снага” (皆の力 ) - 093. „Заклети непријатељ” (不倶戴天の敵 ) - 094. „Пламен освете” (復讐の炎 ) - 095. „Изван пожара” (烈火の先に ) - Посебно поглавље: „Челични алхемичар, намењено за Wii: Принц зоре - пролог” (鋼の錬金術師 －暁の王子－ : ) |

| - 096. „Две храбре жене” (二人の女傑 ) - 097. „Два мудраца” (二人の賢者 ) - 098. „Похлепа без граница” (底無しの強欲 ) - 099. „Вечни починак” (永遠の暇 ) - Посебно поглавље: „Челични алхемичар, намењено за Wii: Девојка сумрака - пролог” (鋼の錬金術師 －黄昏の少女－Prologue : ) |

| - 100. „Забрањена врата” (開かずの扉 ) - 101. „Пета људска жртва” (5人目の人柱 5-) - 102. „Испред капије” (扉の前 ) - 103. „Зарад кога?” (誰のため ) |

| - 104. „Центар света” (世界の中心 ) - 105. „Божји престо” (神の御座 ) - 106. „Амбис поноса” (傲慢の深淵 ) |

| - 107. „Последња битка” (最後の戦い ) - 108. „Крај путовања” (旅路の果て ) - Споредна прича: „Крај још једног путовања” (もうひとつの旅路の果て ) |